# Comuna Sinești, Ungheni
Comuna Sinești este o comună din raionul Ungheni, Republica Moldova. Este formată din satele Sinești (sat-reședință) și Pojarna.

## Demografie
Conform datelor recensământului din 2014, comuna are o populație de 1.099 de locuitori. La recensământul din 2004 erau 1.379 de locuitori.

## Administrație și politică
Componența Consiliului local Sinești (9 consilieri), ales la 5 noiembrie 2023, este următoarea:
|  | Partid                           | Consilieri | Componență | Componență | Componență | Componență | Componență |
|  | -------------------------------- | ---------- | ---------- | ---------- | ---------- | ---------- | ---------- |
|  | Partidul Democrația Acasă        | 5          |            |            |            |            |            |
|  | Partidul Acțiune și Solidaritate | 4          |            |            |            |            |            |